# 존존 도먼
존존 도미니크 도먼(네덜란드어: John-John Dominique Dohmen, 1988년 1월 24일~)은 벨기에의 필드하키 선수로 포지션은 미드필더이다. 현재 벨기에 남자 하키 리그의 로얄 오레와 벨기에 대표팀의 일원으로 활동하고 있다. 그는 벨기에 국가대표 선수로서 463경기 출전했으며 올림픽 금메달 1개, 은메달 1개를 획득했고 하키 월드컵 1회 우승을 달성했다.

## 어린 시절
1988년 안데를레흐트에서 태어났으며 이트르에서 유년 시절을 보냈다. 5살 때 필드하키를 시작했으며 벨기에 프로 하키팀인 로열 레오폴 HC 유소년부에 입단했다.

## 선수 경력
2004년에 레오폴의 1군팀에 입단했으며 같은 해 이탈리아와의 친선 경기를 통해 벨기에 국가대표 데뷔전을 치렀다. 2004-05 시즌 처음으로 벨기에 리그를 우승했으며 2005-06 시즌에는 준우승을 차지했다.
2007-08 시즌 종료 후 워털루 덕스로 이적했으며 2008년에는 베이징에서 열린 2008년 하계 올림픽에 출전하면서 첫 올림픽 데뷔를 이뤘다. 벨기에는 조별 리그에서 1승 1무 3패를 기록하면서 상위 라운드 진출에는 실패했다. 이후 2008-09 시즌에서 워털루 이적 후 첫 벨기에 리그 우승을 달성했다. 2011-12 시즌에서 다시 벨기에 리그 우승을 차지했으며 이후 3연속으로 리그 우승에 성공했다. 2012년에는 영국 런던에서 열린 2012년 하계 올림픽에 참가했고 5-6위 결정전에서 스페인을 꺾고 5위에 올랐다. 이듬해인 2013년에는 벨기에 봄에서 열린 2013년 유럽 선수권 대회에서 준우승을 차지했다.
2016면 8월에는 브라질 리우데자네이루에서 열린 2016년 하계 올림픽에 참가했으며 대표팀의 은메달을 획득에 기여했다. 그는 이 대회에서 2득점을 기록했으며 개최국 브라질과의 경기에서 마지막 골을 기록했다. 같은 해에 국제 하키 연맹 올해의 선수로 선정되었으며 왈롱 정부로부터 왈롱 공로장을 받았다. 2018년 11월에는 인도 부바네스와르에서 열린 2018년 월드컵에 참가하여 벨기에 역사상 첫 월드컵 우승에 공헌했다. 이듬해인 2019년에는 안트베르펜에서 열린 2019년 유럽 선수권 대회에 참가했으며 결승에서 스페인을 꺾으면서 벨기에팀의 첫 유럽 선수권 우승을 달성했다.
2021년 8월 도쿄에서 열린 2020년 하계 올림픽에 참가하였으며 대표팀은 결승에서 스페인을 꺾고 사상 첫 올림픽 금메달을 획득했다. 도먼은 이 대회에서 3골을 하여 우승에 이바지했다.